# Венъм
„Венъм“ (на английски: Venom) е хеви/блек/траш метъл група в Нюкасъл ъпон Тайн, Великобритания.

## История
Групата е основана е в края на 1970-те години в град Нюкасъл, Англия от Dave Blackman (вокал), Jeffrey „Mantas“ Dunn (китара), Dave Rutherford (китара), Chris McPeters (барабани) и Dean Hewitt (бас) под името Guillotine. През декември 1978 те променят името си на Venom. През лятото на 1979 Dave Blackman и Chris напускат, като на местата им идват Clive Archer и Tony „Abaddon“ Bray. В края на годината Jeff случайно се натъква на Conrad „Cronos“ Lant и не след дълго го приобщава към състава като басист. През април на 80 година Venom записват първото си демо, състоящо се от три песни: „Angel Dust“, „Raise The Dead“ и „Red Light Fever“. Момчетата решават, че Conrad ще поеме вокалите и остават доволни от представянето му. Лентата бива разпратена до списания, радиостанции и лейбъли, като същевременно бандата печели фенове на местно ниво. През август 1981, Venom записват дългосвирещия си дебютен албум „Welcome To Hell“ в състав: Cronos, Abaddon и Mantas. Като част от набиращата сили New Wave Of British Heavy Metal, а и благодарение на уникалния си подход, групата е приветствана от пресата и албумът продава смайващи количества, въпреки че е зле продуциран и изсвирен. Повлияни от енергичността на Motorhead и заимстващи от визуалния ексцентризъм на Kiss, Venom започват да си пробиват път към челните редици в метъл сцената. Сатанинският имидж и зловещите послания на бандата, в комбинация с агресивните музикални постройки, ги превръщат в доайени на много от по-късните екстремни стилове. Вторият запис на Venom – „Black Metal“ (82), и до днес е считан за един от най-важните албуми в историята на метъла, бидейки вдъхновение за безчет млади групи. През 1983 излиза не по-малко забележителният „At War With Satan“, в който едноименното парче е с продължителност от над 20 минути. Култовото трио най-сетне започва да провежда концертна дейност. Както самият Mantas се произнася за лайв изпълненията: „Ако искате да чуете Venom, стойте вкъщи и слушайте шибаните албуми, защото тази нощ ще ви подложим на час и половина изкристализирал хаос...“ Две години по-късно се появява „Possessed“, който не е толкова успешен, колкото предшествениците си, главно защото не успява да се пребори с конкуренцията на записи като „Reign In Blood“ на Slayer и „Master Of Puppets“ на Metallica.
Venom решават да дадат най-доброто от себе си, записвайки албума „Deadline“, който така и не вижда бял свят. Mantas напуска състава, за да гради солова кариера и всички смятат, че това ще сложи край на групата. Вместо това на мястото му идват двама нови китаристи – американецът Matt Hickey и англичанинът Jimmy Clare, с чиято помощ е записан „Calm Before The Storm“ през 1987. Албумът се отдалечава от характерното звучене на Venom, а след завършването му Abaddon остава сам – китаристите напускат, а Cronos също решава да прави солови творби. През 89 година Mantas се завръща, втората китара хваща Al Barnes, а баса и вокалите поема Tony „Demolition Man“ Dolan от Atomkraft. Четиримата изготвят „Prime Evil“, който се оказва приличен албум, но вокалите на Dolan не се харесват на болшинството фенове. Независимо от това, групата издава EP-то „Tear Your Soul Apart“ (90), както и албума „Temples Of Ice“ (91). Barnes напуска Venom и отсъствието му запълва Steve „War Maniac“ White, а за записите на „The Waste Lands“ (92) е нает и клавиристът V.X.S. Mantas, Abaddon и Dolan провеждат концерти до средата на 90-те, макар че не записват други албуми през това време. През 1996 Cronos се завръща в групата, а Dolan се оттегля с достойнство. Оригиналният състав създава миниалбума „Venom“ през същата година, а през 1997 се появява дългосвирещият „Cast in Stone“ чрез Steamhammer Records. През 1999 Abaddon на свой ред напуска, за да прави самостоятелни албуми. Неговият заместник е братът на Cronos – Antton Lant. 2000 година отбелязва появата на „Resurrection“ – едно от най-силните издания в дискографията на Venom. Следва период на застой, през който Mantas отново напуска. През 2004 с помощта на новия китарист Mykus, Cronos и Antton започват да работят по нов материал. Сключен е договор със Sanctuary Records, които през март 2006 е издаден дългоочаквания албум на Venom – „Metal Black“.

## Дискография

### Студийни албуми и EP-та
- Welcome To Hell (1981)
- Black Metal (1982)
- At War With Satan (1983)
- Possessed (1985)
- Calm Before The Storm (1987)
- Prime Evil (1989)
- Temples of Ice (1991)
- The Waste Lands (1992)
- Venom ' 96 (EP) (1996)
- Cast in Stone (1997)
- Resurrection (2000)
- Metal Black (2006)
- Cast in Stone (expanded edition) (2006)
- Hell (2008)
- Fallen Angels (2011)
- From the Very Depths (2015)
- Storm the Gates (2018)

### Концертни албуми
- Eine Kleine Nachtmusik (1986)

### Компилации
- The Singles 1980-1986 (1986)
- The Book of Armageddon (1992)
- Skeletons In The Closet (1993)
- In League with Satan (2002)
- MMV (2005)